# Algun dia ens ho explicarem tot
Algun dia ens ho explicarem tot (alemany: Irgendwann werden wir uns alles erzählen) és una pel·lícula dramàtica alemanya del 2023 dirigida per Emily Atef, protagonitzada per Marlene Burow i Felix Kramer. La pel·lícula, basada en la novel·la homònima de Daniela Krien, està ambientada l'any 1990 a l'antiga Alemanya de l'Est i segueix una jove que comença una relació amb un carismàtic granger el doble de la seva edat. S'ha doblat al català.
Va ser seleccionada per competir per l'Os d'Or al 73è Festival Internacional de Cinema de Berlín, on es va estrenar el 17 de febrer de 2023. Es va estrenar als cinemes el 13 d'abril de 2023.

## Sinopsi
És l'estiu del 1990, el mur de Berlín ha caigut i és l'últim estiu a l'RDA abans de la reunificació. La Maria, una noia de divuit anys delicada i somiadora, viu amb el seu xicot Johannes a la granja dels seus pares, els Brendel-Hof. És al costat de l'Henner-Hof, la granja més gran de la ciutat, on viu un home solitari de caràcter dur. El seu carisma idiosincràtic i el seu atractiu per a les dones li dificulten la socialització. La Maria el coneix per casualitat i amb un sol toc n'hi ha prou per començar un tràgic amor en un país canviant.

## Repartiment
- Marlene Burow com a Maria
- Felix Kramer com a Henner
- Cedric Eich com a Johannes Brendel
- Silke Bodenbender com a Marianne
- Christine Schorn com a Frieda Brendel
- Peter Schneider com a Volker
- Victoria Mayer com a Gisela
- Jördis Triebel com a Hannah
- Tom Quaas com a Lindenwirth
- German von Beug com a Lukas Brendel
- Petra Kalkutschke com a Oma Traudel
- Stephanie Petrowitz com a Sabine
- Christian Erdmann com a Hartmut
- Philippine Pachl com a Franzi
- Peter Rauch com a Egon
- Anni Kaltwasser com a Paula
- Raffaela Lanci com a Jugendliche
- Lasse Gräntzel com a adolescent